# Nordre Bjøllåvatnet
Nordre Bjøllåvatnet (Lule-Samisch:  Bajep Ruovdajávrre) is een meer in de gemeente Saltdal in de Noorse provincie Nordland. Het meer heeft een maximale breedte van 2 en een lengte van 6,7 kilometer, met een oppervlakte van 9,93 vierkante kilometer en een kustlengte van ongeveer 16,03 kilometer. Het meer ligt op een hoogte van 706 meter en ligt in het Saltfjellet-Svartisen Nationaal Park. Het water van het meer stroomt weg via de rivier Bjøllåga en uiteindelijk via de rivier Ranelva.
Het meer ligt ten noordwesten van de berg Ølfjellet.